# Castroville (Californie)
Pour les articles homonymes, voir Castroville.
Castroville est une census-designated place du comté de Monterey, dans l’État de Californie, aux États-Unis. Castroville se trouve à 14 kilomètres au nord de Salinas. Sa population s’élevait à 6 481 habitants lors du recensement de 2010, dont près de 86 % de Mexicano-Américains.

## Culture
Castroville a été surnommée le « Centre du monde des artichauts » et, chaque année en septembre, a d'ailleurs lieu le Castroville Artichoke Festival (en) qui attire 70 000 personnes. Marilyn Monroe en a été élue la reine en 1948, et William Hung (en) le roi en 2006. Ce surnom provient du fait que 75 % de la production américaine d'artichauts est réalisée dans le comté de Monterey autour de Castroville.

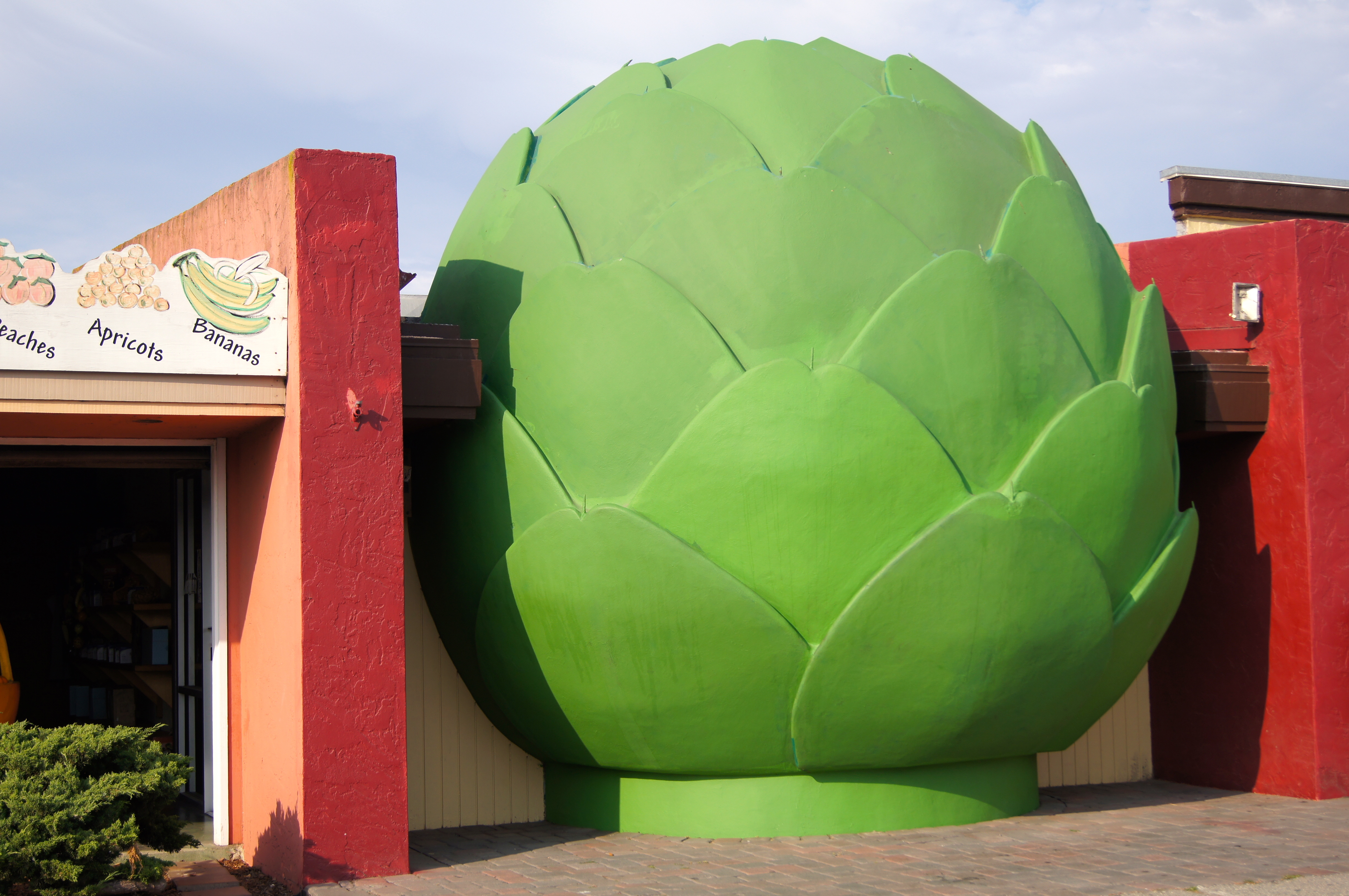
Le restaurant Giant Artichoke.

## Démographie
| Groupe            | Castroville | Californie | États-Unis |
| ----------------- | ----------- | ---------- | ---------- |
| Autres            | 45,6        | 17,0       | 6,2        |
| Blancs            | 43,3        | 57,6       | 72,4       |
| Métis             | 5,4         | 4,9        | 2,9        |
| Asiatiques        | 2,6         | 13,1       | 4,8        |
| Amérindiens       | 1,5         | 1,0        | 0,9        |
| Afro-Américains   | 1,5         | 6,2        | 12,6       |
| Océaniens         | 0,1         | 0,4        | 0,2        |
| Total             | 100         | 100        | 100        |
|                   |             |            |            |
| Latino-Américains | 90,1        | 37,6       | 16,7       |

Selon l'American Community Survey, pour la période 2011-2015, 78,22 % de la population âgée de plus de 5 ans déclare parler espagnol à la maison, alors que 14,70 % déclare parler l'anglais, 1,84 % le tagalog, 0,92 % l'arabe et 4,32 % une autre langue.
| 2000  | 2010  | - | - | - | - |
| ----- | ----- | - | - | - | - |
| 6 724 | 6 481 | - | - | - | - |

## Jumelage
- Ladispoli (Italie)